# Elizabeth Kaufmann
Elizabeth Kaufmann Koenig (Vienna, 7 marzo 1924) è un'ebrea austriaca, naturalizzata statunitense, superstite dell'Olocausto. È autrice di un diario che documenta le vicende della famiglia, rifugiatasi nel 1938 in Francia dopo l'annessione dell'Austria alla Germania. Con l'arrivo delle truppe tedesche nel 1940 la famiglia è di nuovo tra i rifugiati nella zona "libera" del sud sotto il Governo di Vichy. Alla fine, nei primi mesi del 1942, la famiglia riuscì ad ottenere il visto di emigrazione per gli Stati Uniti e ad evitare così le deportazioni. Con quello di Peter Feigl, il diario di Elizabeth Kaufmann è uno dei pochi diari dell'Olocausto che ci siano pervenuti dalla Francia occupata.

## Biografia
Elizabeth Kaufmann nasce nel 1924 a Vienna da una famiglia austriaca di origine ebraica, secondogenita dopo il fratello Peter (nato nel 1920). La famiglia non era religiosa e conduceva una vita agiata; il padre era un noto giornalista. Per motivi di lavoro i Kaufmann vissero a Berlino tra il 1930 e il 1933, ma le misure antiebraiche del regime naziste forzarono il loro ritorno a Vienna, in quanto il padre anche per le sue convinzioni politiche fu considerato persona non gradita. Quando nel marzo 1938 l'Austria fu annessa alla Germania, il clima di violenza antisemita spinse la famiglia a trasferirsi a Parigi. Nonostante le difficoltà economiche, la famiglia cercò di mantenere vivi i propri interessi culturali e il proprio status di vita anche come rifugiati. Elizabeth era bilingue (francese e tedesco) e studiava inglese. La situazione precipitò con lo scoppio della guerra. Il padre e il fratello furono arrestati come "stranieri" e internati a Melay-du-Maine. Con l'occupazione tedesca della Francia nel maggio 1940, Elizabeth e la madre si ritrovarono tra le migliaia di persone che lasciarono Parigi per rifugiarsi nella Francia meridionale.
Nell'estate 1941, Elizabeth è con il fratello tra i molti giovani ebrei che trovarono ospitalità a Le Chambon-sur-Lignon, presso il pastore André Trocmé, animatore di una delle più efficaci reti di soccorso per gli ebrei perseguitati in Europa. Per la sua conoscenza del tedesco e del francese e la propria personale esperienza di rifugiata, Elizabeth fu di grande aiuto per i tanti bambini ebrei che erano stati accolti nel villaggio.
Nel novembre 1941 il padre fu tra il migliaio di intellettuali che ottennero uno speciale visto di ingresso negli Stati Uniti, per lui e per l'intera famiglia. A bordo di uno degli ultimi transatlantici a varcare l'Atlantico, i Kaufmann giunsero in America ai primi del 1942, sfuggendo così alle deportazioni. Nel 1944 il fratello Peter tornerà in Francia come soldato dell'esercito americano, cadendo in combattimento.
Elizabeth si sposa nel 1947 con Ernst Koenig, conosciuto già in Austria prima della guerra e che era sopravvissuto come combattente nell'esercito ceco in esilio. La coppia si stabilisce permanentemente in America.

## Il diario
Elizabeth Kaufmann cominciò a scrivere (in tedesco) il suo diario a Parigi agli inizi del 1940. Il testo copre in dettaglio i concitati giorni dell'invasione tedesca della Francia, fino al 14 giugno dello stesso anno. Benché i Kaufmann fossero giunti in Francia per motivi politici e razziali, il loro essere "tedeschi" creò attorno a loro non pochi pregiudizi e sospetti, che in quei mesi concitati complicarono ulteriormente la loro gia' difficile esistenza di rifugiati.

## Edizioni del Diario di Elizabeth Kaufmann
I tre quaderni del diario rimasero sempre in possesso dell'autrice che nel 1990 li donò allo United States Holocaust Memorial Museum, assieme ad altro materiale e foto relativi all'epoca. Elizabeth rilascia al Museo anche una dettagliata dichiarazione-intervista sulla propria esperienza. L'edizione inglese di Alexandra Zaputer riporta passi scelti del suo diario in traduzione inglese.
- Ed. inglese (passi scelti): Alexandra Zaputer (ed.), Salvaged Pages: Young Writers' Diaries of the Holocaust, New Haven: Yale University Press, 2015, pp. 37–62.